# Jerónimo Brusoni
Jerónimo Brusoni (en italiano, Girolamo Brusoni; Badia Polesine, 1614 – Venecia, 1686) fue un escritor, historiador y novelista italiano del siglo XVII. Miembro de la Accademia degli Incogniti bajo el seudónimo de Aggirato, es recordado por su prolífica producción literaria que abarca novelas, obras históricas y textos satíricos, así como por su participación en la vida cultural de la Venecia barroca.

## Biografía
Nacido en 1614 en Badia Polesine, en la República de Venecia, probablemente originario de Polesine, realizó sus primeros estudios en Badia y, en 1621, siguió a su familia a Ferrara, donde continuó su formación cultural y posteriormente se graduó en Derecho en la Universidad de Padua.
Participó activamente en el ambiente libertino de la Venecia de la época. Fue amigo de Ferrante Pallavicino y miembro de la Accademia degli Incogniti, influyente sociedad literaria presidida por el literato y mecenas Giovan Francesco Loredan. Dentro de la Academia, conocida por su espíritu satírico y político, adoptó el nombre académico de Aggirato y participó en debates intelectuales, publicando numerosas obras.
Su vida estuvo marcada por decisiones inconsistentes que lo llevaron a entrar y salir tres veces de la orden de los cartujos. Entre sus primeras obras destaca Le turbulenze delle vestali, novela que denuncia los vicios dentro de los monasterios. Tras la ejecución de Pallavicino en 1644, su experiencia en prisión —de la que derivó la obra Il camerotto— y los cambios políticos derivados de la guerra de Candia entre la Serenísima República de Venecia y los Estados Pontificios, el tono de la Accademia degli Incogniti decayó, lo que también influyó en su producción literaria.
En 1652, tras abandonar el claustro por tercera vez, publicó Orestilla, novela con fuertes trazas autobiográficas cuyo protagonista, Filiterno, es víctima de un peculiar trastorno psicológico que lo convierte en defensor de la infidelidad, pero incapaz de consumar el acto amoroso.
Entre sus obras más relevantes figura la Historia d'Italia (1656), así como la trilogía de Glisomiro, compuesta por La gondola a tre remi (1657), sátira de las costumbres venecianas, Il carrozzino alla moda (1658) y La peota smarrita (1662). Un siglo después, Carlo Goldoni retomaría esta crítica a la decadente sociedad veneciana.
Su producción abarca novelas de corte satírico-social, crónicas históricas y textos de crítica literaria, consolidándolo como una figura destacada del panorama cultural veneciano del siglo XVII.
Falleció en Venecia en 1686.

## Obras principales

### Novelas
- Il Gonzaga (1641) — primera entrega de la trilogía de Glisomiro.
- La Sambuca (1642) — segunda entrega de la trilogía.
- Il calopino (1645) — tercera entrega de la trilogía.
- Orestilla (1652) — novela con elementos autobiográficos.
- La gondola a tre remi (1657) — sátira de los usos y costumbres venecianos.
- Il carrozzino alla moda (1658).
- La peota smarrita (1662).

### Otras obras narrativas, históricas y poéticas
- Lo scherzo di fortuna — Venecia, Gasparo Corradici, 1641.
- L'ambizione calpestata — Venecia, Gasparo Corradici, 1641.
- Gli aborti dell'occasione — Venecia, Sarzina, 1641.
- Delle lettere amorose — Venecia, Guglielmo Oddoni, 1642.
- De' complimenti amorosi — Venecia, Gasparo Corradici, 1643.
- Il camerotto — Venecia, Francesco Valvasense, 1645.
- Le glorie de gli Incogniti o vero gli huomini illustri dell'Accademia de' signori Incogniti di Venetia — Venecia, Francesco Valvasense, 1647.[2]
- L'Ardemia. Favola eroicomica — ca. 1650.
- Dell'amante maltrattato — Venecia, Francesco Storti, 1654.
- Della felismena — Venecia, Francesco Storti, 1657.
- Dell'historie universali d'Europa (2 vols.) — Venecia, Francesco Storti, 1657.
- Il carrozzino — Venecia, Gio. Ricardini, 1658.
- Degli amori tragici — ca. 1658. Nueva edición: Emanuela Bufacchi (ed.), Roma, Salerno, 2009. ISBN 978-88-8402-640-8.
- I sogni di Parnaso — ca. 1660.
- Historia d'Italia — Venecia, Francesco Storti, 1660 (cubre de 1627 a 1660).
- De' concetti politici, e morali — Cesena, Neri, 1661.
- La fuggitiva — Venecia, Francesco Armanni & Alessandro Zatta, 1662.
- Le campagne dell'Ungheria de gl'anni 1663 e 1664 — Venecia, Valentino Mortali, 1665.[3]
- L'Antigenide. Favola musicale — ca. 1670.
- Poesie e drami — s.f.